# هانری مارکه
هانری مارکه (به فرانسوی: Henri Marquet) یک فیلم‌نامه‌نویس و دستیار کارگردان اهل فرانسه بود.
از فیلم‌ها یا مجموعه‌های تلویزیونی که وی در آن‌ها نقش داشته‌است می‌توان به تعطیلات موسیو اولو و روز جشن اشاره نمود.
وی بابت نگارش فیلم‌نامهٔ تعطیلات موسیو اولو نامزد دریافتِ جایزه اسکار بهترین فیلم‌نامه غیراقتباسی بود.